# Pont des Invalides
Le pont des Invalides est le plus bas pont situé à Paris et traversant la Seine.

## Situation et accès
Ce site est desservi par les stations de métro Champs-Élysées - Clemenceau, Alma - Marceau, Invalides et La Tour-Maubourg.

## Origine du nom
Il porte ce nom en raison du voisinage de l'esplanade des Invalides.

## Historique

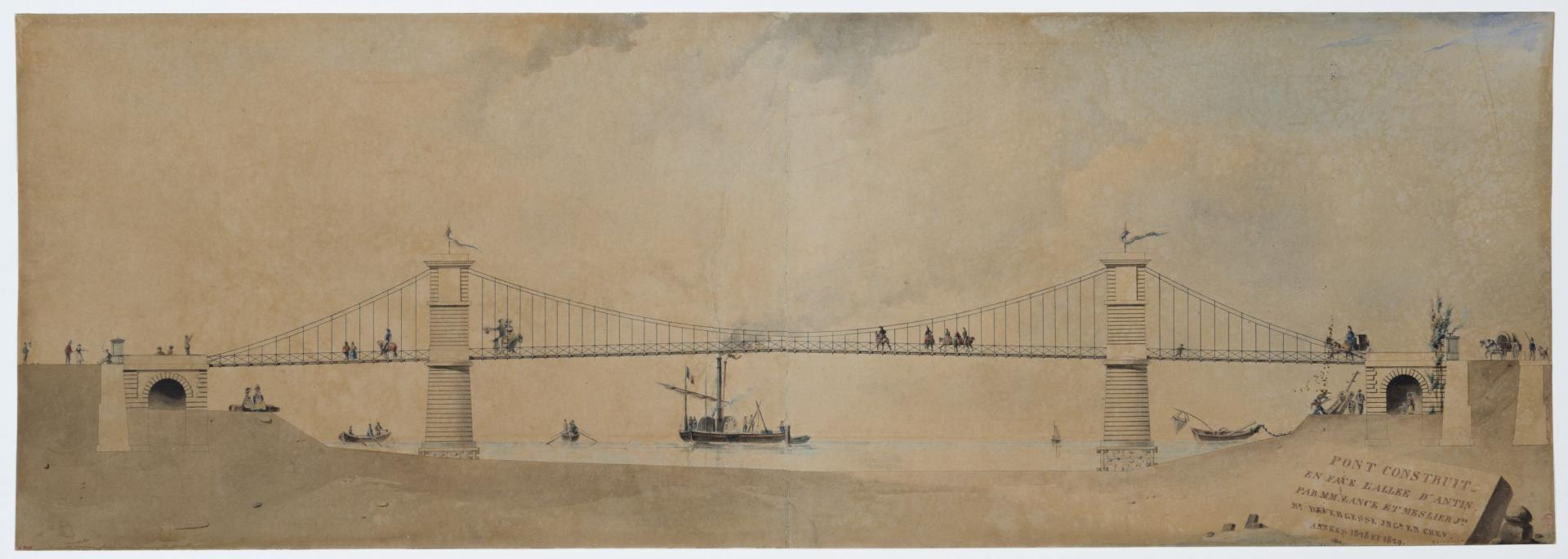
Ancien pont des Invalides (1828-1829).

L'histoire de ce pont débute en 1821, lorsque l'ingénieur Claude Navier travaille à la conception d'un pont techniquement révolutionnaire destiné à être construit face à l'hôtel des Invalides (à l'emplacement de l'actuel pont Alexandre-III). La construction d'un pont suspendu devant franchir la Seine sans point d'appui débute donc en 1824. Hélas, des ruptures et des éboulements condamnent le projet à la démolition avant même sa mise en service.
À la suite de plaintes de défenseurs de la perspective des Invalides, l'Administration décide de transférer le futur pont en aval. Cette fois, il s'agit d'un pont suspendu en trois parties supportées par des portiques de 20 m de haut, avec deux piles dans la Seine. Les ingénieurs Marie Fortuné de Vergès et Bayard de la Vingtrie terminent leur ouvrage en 1829, mais celui-ci fatigue rapidement et son accès doit être réglementé dès 1850.

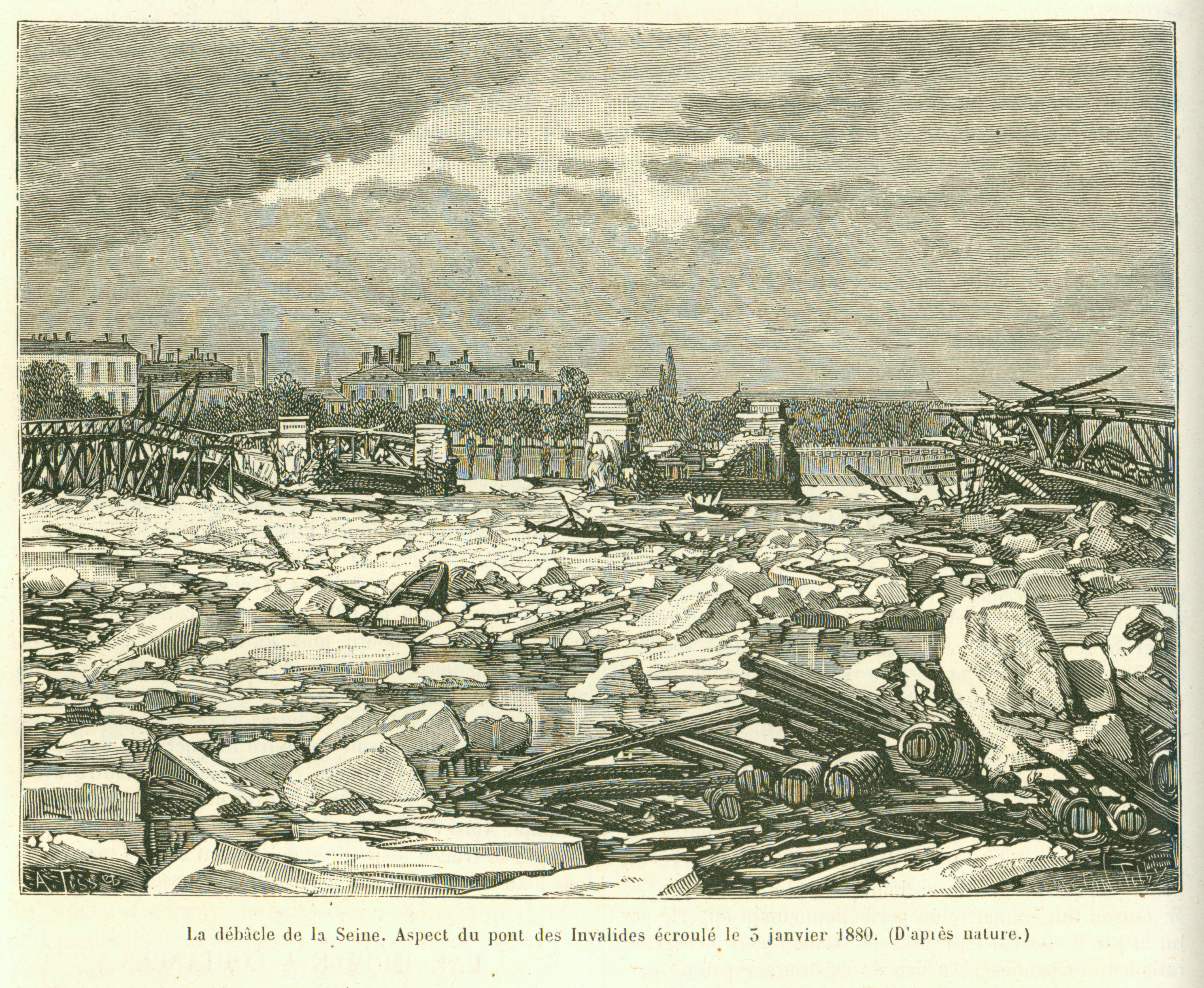
Le pont des Invalides de 1855 partiellement renversé par la débâcle de la Seine, le 3 janvier 1880.

En 1854, il est démoli en vue de son remplacement pour l'Exposition universelle de 1855. C'est Paul-Martin Gallocher de Lagalisserie et Jules Savarin qui utilisent les piles existantes du pont suspendu précédent et y ajoutent une nouvelle pile centrale, pour bâtir un pont en arc en maçonnerie. La nouvelle pile est décorée de deux groupes allégoriques, La Victoire terrestre par Nicolas-Victor Vilain en amont et La Victoire maritime par Georges Diebolt en aval, tandis que les anciennes piles sont ornées de trophées militaires aux armes impériales, œuvres d'Astyanax-Scévola Bosio.

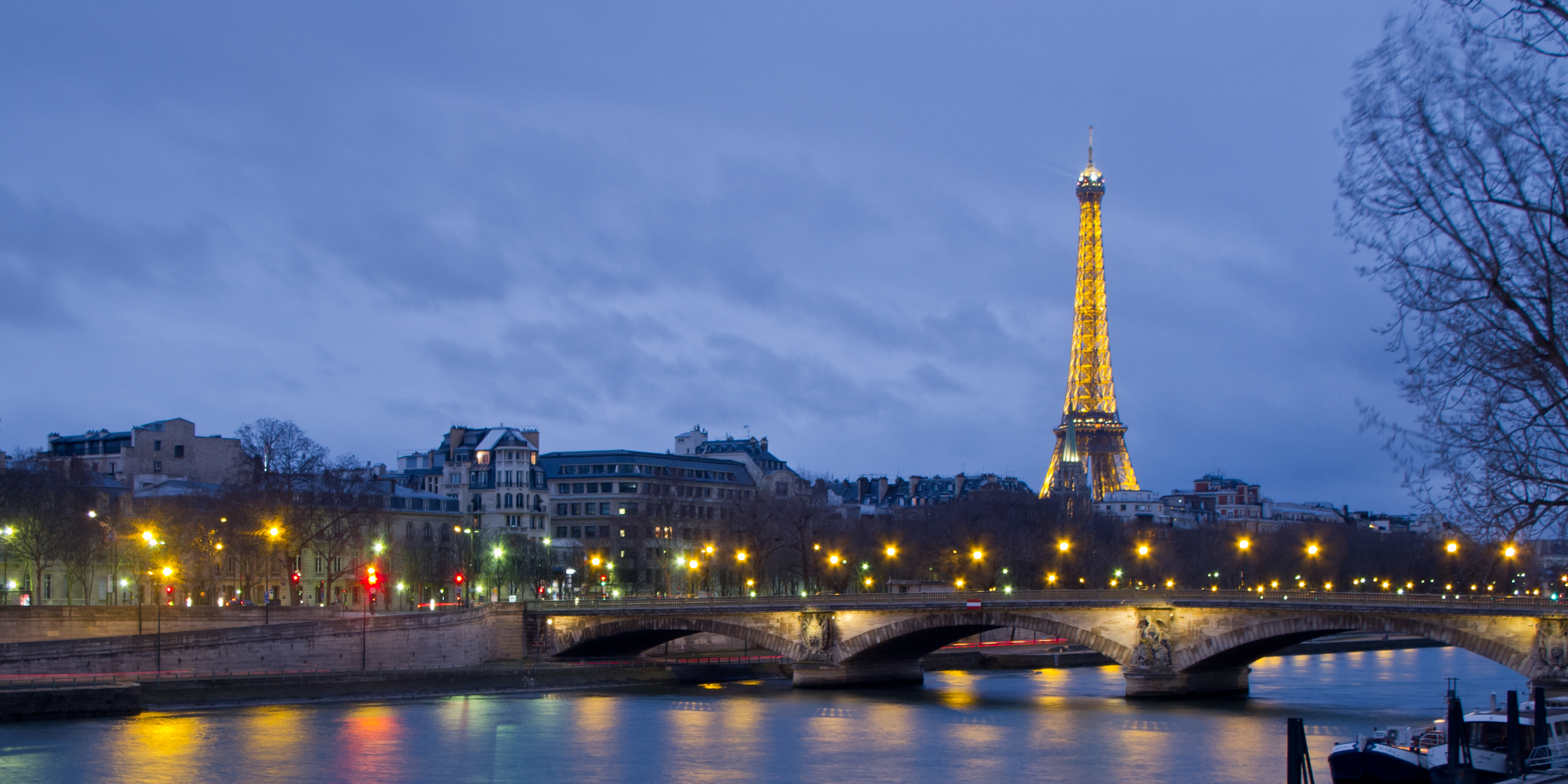
Le pont des Invalides avec en arrière-plan, la tour Eiffel, de nuit.

Lors de construction de ce second pont, une barque formée d’un tronc de chêne est découverte. Elle est datée des invasions Normandes.
Pourtant plus solide, ce pont subit en 1878 un tassement de 25 à 30 cm. La débâcle de la Seine de janvier 1880 renverse deux arches qui sont rétablies dès la fin de l'année. Le pont est stable depuis lors, et la seule modification du XXe siècle sera l'élargissement de ses trottoirs en 1956.
Les arches sont les plus basses des ponts de Paris. L’arche centrale est équipée d’un capteur indiquant la hauteur libre sous la voute.
Pour l'Exposition universelle de 1900, le pont est doublé en aval par une passerelle piétonne, la passerelle des Invalides.